# Юго-Западная (станция метро, Москва)
«Ю́го-За́падная» — станция Сокольнической линии Московского метрополитена. Расположена между станциями «Проспект Вернадского» и «Тропарёво». Находится на территории района Тропарёво-Никулино Западного административного округа Москвы. Станция была конечной на протяжении 51 года.  

## История
Станция открыта 30 декабря 1963 года при продлении Кировско-Фрунзенской линии (сейчас — Сокольническая) на юго-запад от станции «Университет» в составе участка «Университет» — «Юго-Западная», после ввода в эксплуатацию которого в Московском метрополитене стало 68 станций. Располагалась близ деревень Тропарёво и Никулино, вошедших тогда в состав Москвы. Являлась конечной южного радиуса линии в течение пятидесяти лет, до её продления в 2014 году до станции «Тропарёво» на один перегон. Названа по своему расположению на юго-западе Москвы, в историческом жилом районе Юго-Запад. В 1991 году при установлении нового административно-территориального деления Москвы станция оказалась на территории вновь образованного Западного округа; таким образом, связь между названием станции и её расположением нарушилась.
Первый дом массовой жилой застройки появился в районе лишь в 1967 году. До этого станцией могли пользоваться жители окрестных сёл — Тропарёво и Никулино.
В пределах зоны десяти - пятнадцатиминутной наземной транспортной доступности от «Юго-Западной» расположено несколько высших учебных заведений — МПГУ, МИРЭА, МГИМО, РУДН, МИТХТ, РАНХиГС и другие.
От «Юго-Западной» следуют автобусы и маршрутные такси в районы Очаково, Солнцево, Ново-Переделкино, Тропарёво-Никулино, Московский, аэропорт «Внуково». Станция также является ближайшей для части жителей района Проспект Вернадского. После открытия станции «Саларьево» и одноимённого ТПУ часть маршрутов наземного общественного транспорта была перенесена к ней, что позволило разгрузить «Юго-Западную».
В первом квартале 2017 года на станции была произведена замена турникетов на более современные.

### Нереализованные проекты
В 2002 году было принято решение построить Солнцевскую линию лёгкого метро от станции «Юго-Западная» (по аналогии с Бутовской). Из планов развития метрополитена следовало, что сдача линии планировалась в 2013 году. Станция «Юго-Западная» должна была стать пересадочным узлом. Рядом со станцией планировали построить вторую для новой линии, между станционными залами планировалось большое подземное пространство с предприятиями торговли. Но в связи с последующим решением вести нынешнюю Солнцевскую линию в ту же сторону по первоначальному проекту от станции «Парк Победы», от этих планов отказались.

## Расположение и вестибюли
Расположена на пересечении проспекта Вернадского, улицы Покрышкина и улицы 26 Бакинских Комиссаров. Вестибюли соединены с подземными переходами под проспектом. Выход в город осуществляется через четыре остеклённых павильона, которые находятся по обеим сторонам проспекта Вернадского.

## Архитектура и оформление
Конструкция станции — колонная трёхпролётная мелкого заложения (глубина заложения восемь метров). Сооружена по типовому проекту. На станции два ряда по 38 квадратных колонн. Шаг колонн четыре метра. Расстояние между осями рядов колонн 5,9 метра.
Колонны станционного зала облицованы белым мрамором. Путевые стены изначально были отделаны светло-зелёной глазурованной керамической плиткой (снизу — плитка чёрного цвета). С февраля по сентябрь 2016 года были проведены работы по переоблицовке путевых стен на алюминиевые композитные панели бирюзового цвета (цоколь стен облицован чёрным мрамором). Пол станции выложен серым гранитом, светильники скрыты в ребристом потолке.
| - Посадочная платформа до замены облицовки путевых стен |

## Путевое развитие
За станцией в сторону «Тропарёво» был расположен перекрёстный съезд между главными путями. Во время очередного закрытия участка «Университет» — «Тропарёво» в начале 2015 года этот съезд был урезан до пошёрстного в целях безопасности.

## Станция в цифрах
- Код станции — 019.
- В марте 2002 года пассажиропоток составлял: по входу — 127,5 тысячи человек, по выходу — 124,2 тысячи человек.
- Время открытия станции для входа пассажиров: по нечётным числам в 5 часов 40 минут, по чётным в 5 часов 45 минут, время закрытия станции в 1 час ночи[4].
- Таблица времени прохождения первого поезда через станцию[5]:

| По чётным числам                         | Будние дни | Выходные дни |
| По нечётным числам                       | Будние дни | Выходные дни |
| В сторону станции «Проспект Вернадского» | 05:54:00   | 05:54:00     |
| В сторону станции «Проспект Вернадского» | 05:41:00   | 05:41:00     |
| В сторону станции «Тропарёво»            | 06:06:00   | 06:06:00     |
| В сторону станции «Тропарёво»            | 05:52:00   | 05:52:00     |

## Наземный общественный транспорт

### Городской
На этой станции можно пересесть на следующие маршруты городского пассажирского транспорта:
- Автобусы: м16, м27, 150, 196, 219, 226, 250, 261, 281, 329, 330, 343, 361, 404, 485, 610, 630, 642, 667, 688, 699, 718, 752, 785к, 877, 890, н11

### Областной
- Автобус: 461